# Campeonato Carioca de Futebol de 1987
O Campeonato Carioca de Futebol de 1987 foi a 90.ª edição da principal divisão do futebol no Rio de Janeiro e teve como campeão o Club de Regatas Vasco da Gama e vice-campeão o Clube de Regatas do Flamengo.
A média de público foi de 7.344 torcedores pagantes por jogo.

## Classificação

### 1º Turno (Taça Guanabara)
O vencedor do 1º turno está classificado para o 3º Turno e para a Fase Final.
| Classificação | Classificação  | Classificação | Classificação | Classificação | Classificação | Classificação | Classificação | Classificação | Classificação |
| Pos           | Time           | PG            | J             | V             | E             | D             | GP            | GS            | SG            |
| ------------- | -------------- | ------------- | ------------- | ------------- | ------------- | ------------- | ------------- | ------------- | ------------- |
| 1             | Vasco da Gama  | 20            | 13            | 8             | 4             | 1             | 24            | 6             | +18           |
| 2             | Fluminense     | 19            | 13            | 7             | 5             | 1             | 15            | 5             | +10           |
| 3             | Botafogo       | 17            | 13            | 6             | 5             | 2             | 11            | 7             | +4            |
| 4             | Goytacaz       | 17            | 13            | 7             | 3             | 3             | 16            | 13            | +3            |
| 5             | Flamengo       | 16            | 13            | 5             | 6             | 2             | 15            | 5             | +10           |
| 6             | Bangu          | 15            | 13            | 5             | 5             | 3             | 17            | 12            | +5            |
| 7             | Americano      | 15            | 13            | 4             | 7             | 2             | 12            | 8             | +4            |
| 8             | Campo Grande   | 13            | 13            | 4             | 5             | 4             | 13            | 19            | -6            |
| 9             | America        | 10            | 13            | 2             | 6             | 5             | 6             | 11            | -5            |
| 10            | Olaria         | 9             | 13            | 2             | 5             | 6             | 7             | 12            | -5            |
| 11            | Porto Alegre   | 9             | 13            | 3             | 3             | 7             | 8             | 17            | -9            |
| 12            | Mesquita       | 8             | 13            | 0             | 8             | 5             | 6             | 13            | -7            |
| 13            | AA Cabofriense | 8             | 13            | 2             | 4             | 7             | 10            | 19            | -9            |
| 14            | Portuguesa     | 6             | 13            | 0             | 6             | 7             | 5             | 18            | -13           |

### 2º Turno (Taça Rio de Janeiro)
O vencedor do 2º turno está classificado para o 3º Turno e para a Fase Final.
| Classificação | Classificação  | Classificação | Classificação | Classificação | Classificação | Classificação | Classificação | Classificação | Classificação |
| Pos           | Time           | PG            | J             | V             | E             | D             | GP            | GS            | SG            |
| ------------- | -------------- | ------------- | ------------- | ------------- | ------------- | ------------- | ------------- | ------------- | ------------- |
| 1             | Bangu          | 23            | 13            | 10            | 3             | 0             | 21            | 4             | +17           |
| 2             | Vasco da Gama  | 20            | 13            | 8             | 4             | 1             | 29            | 7             | +22           |
| 3             | Flamengo       | 20            | 13            | 8             | 4             | 1             | 18            | 8             | +10           |
| 4             | Fluminense     | 19            | 13            | 7             | 5             | 1             | 14            | 7             | +7            |
| 5             | Americano      | 15            | 13            | 7             | 1             | 3             | 13            | 9             | +4            |
| 6             | Goytacaz       | 12            | 13            | 4             | 4             | 5             | 13            | 12            | +1            |
| 7             | AA Cabofriense | 12            | 13            | 4             | 4             | 5             | 13            | 20            | -7            |
| 8             | America        | 12            | 13            | 3             | 6             | 4             | 13            | 12            | +1            |
| 9             | Porto Alegre   | 11            | 13            | 3             | 5             | 5             | 11            | 11            | 0             |
| 10            | Botafogo       | 11            | 13            | 3             | 5             | 5             | 9             | 11            | -2            |
| 11            | Olaria         | 11            | 13            | 3             | 5             | 5             | 9             | 14            | -5            |
| 12            | Mesquita       | 8             | 13            | 2             | 4             | 7             | 6             | 21            | -15           |
| 13            | Campo Grande   | 5             | 13            | 2             | 1             | 10            | 5             | 17            | -12           |
| 14            | Portuguesa     | 3             | 13            | 1             | 1             | 11            | 11            | 32            | -21           |

### Classificação acumulada dos dois turnos
Os dois melhores colocados além dos vencedores dos dois primeiros turnos estão classificados para o 3º Turno.
| Classificação | Classificação  | Classificação | Classificação | Classificação | Classificação | Classificação | Classificação | Classificação | Classificação |
| Pos           | Time           | PG            | J             | V             | E             | D             | GP            | GS            | SG            |
| ------------- | -------------- | ------------- | ------------- | ------------- | ------------- | ------------- | ------------- | ------------- | ------------- |
| 1             | Vasco da Gama  | 40            | 26            | 16            | 8             | 2             | 53            | 13            | +40           |
| 2             | Bangu          | 38            | 26            | 15            | 8             | 3             | 38            | 16            | +22           |
| 3             | Fluminense     | 38            | 26            | 14            | 10            | 2             | 29            | 12            | +17           |
| 4             | Flamengo       | 36            | 26            | 13            | 10            | 3             | 33            | 13            | +20           |
| 5             | Americano      | 30            | 26            | 11            | 8             | 5             | 25            | 17            | +8            |
| 6             | Goytacaz       | 29            | 26            | 11            | 7             | 8             | 29            | 25            | +4            |
| 7             | Botafogo       | 28            | 26            | 11            | 7             | 8             | 20            | 18            | +2            |
| 8             | America        | 22            | 26            | 5             | 12            | 9             | 19            | 23            | -4            |
| 9             | Porto Alegre   | 20            | 26            | 6             | 8             | 12            | 19            | 28            | -9            |
| 10            | AA Cabofriense | 20            | 26            | 6             | 8             | 12            | 23            | 39            | -16           |
| 11            | Olaria         | 20            | 26            | 5             | 10            | 11            | 16            | 26            | -10           |
| 12            | Campo Grande   | 18            | 26            | 6             | 6             | 14            | 18            | 36            | -18           |
| 13            | Mesquita       | 16            | 26            | 2             | 12            | 12            | 12            | 34            | -22           |
| 14            | Portuguesa     | 9             | 26            | 1             | 7             | 18            | 16            | 50            | -34           |

### 3º Turno (Taça Euzébio de Andrade)
O vencedor do 3º turno está classificado para a Fase Final.
| Classificação | Classificação | Classificação | Classificação | Classificação | Classificação | Classificação | Classificação | Classificação | Classificação |
| Pos           | Time          | PG            | J             | V             | E             | D             | GP            | GS            | SG            |
| ------------- | ------------- | ------------- | ------------- | ------------- | ------------- | ------------- | ------------- | ------------- | ------------- |
| 1             | Flamengo      | 4             | 3             | 1             | 2             | 0             | 3             | 2             | +1            |
| 2             | Vasco da Gama | 3             | 3             | 1             | 1             | 1             | 3             | 2             | +1            |
| 3             | Bangu         | 2             | 3             | 0             | 2             | 1             | 3             | 6             | -3            |
| 4             | Fluminense    | -2            | 3             | 1             | 1             | 1             | 3             | 2             | +1            |

Em virtude de o Fluminense ter escalado o lateral Eduardo através de uma liminar interposta na Justiça comum, sem que fossem esgotados os recursos na esfera esportiva como determina o Código Brasileiro Disciplinar de Futebol (CBDF), o tricolor perdeu cinco pontos.

## Fase Final
02/08/1987 Vasco da Gama 4-0 Bangu
05/08/1987 Bangu 0-1 Flamengo
09/08/1987 Flamengo 0-1 Vasco da Gama
| Classificação | Classificação | Classificação | Classificação | Classificação | Classificação | Classificação | Classificação | Classificação | Classificação |
| Pos           | Time          | PG            | J             | V             | E             | D             | GP            | GS            | SG            |
| ------------- | ------------- | ------------- | ------------- | ------------- | ------------- | ------------- | ------------- | ------------- | ------------- |
| 1             | Vasco da Gama | 4             | 2             | 2             | 0             | 0             | 5             | 0             | +5            |
| 2             | Flamengo      | 2             | 2             | 1             | 0             | 1             | 1             | 1             | 0             |
| 3             | Bangu         | 0             | 2             | 0             | 0             | 2             | 0             | 5             | -5            |